# Тас-Кыстабыт
Тас-Кыстабы́т (хребе́т Са́рычева) — горный хребет в Якутии, расположенный в междуречье верхней Индигирки и её правого притока — реки Нера.
Длина хребта составляет около 200 км, высота достигает 2341 м. Хребет сложен алевролитами и аргиллитами, прорванными интрузиями гранитов. В нижней части склонов растут редкостойные лиственничные леса.